# Liberté d'expression aux États-Unis
Pour les autres articles nationaux ou selon les autres juridictions, voir Liberté d'expression.

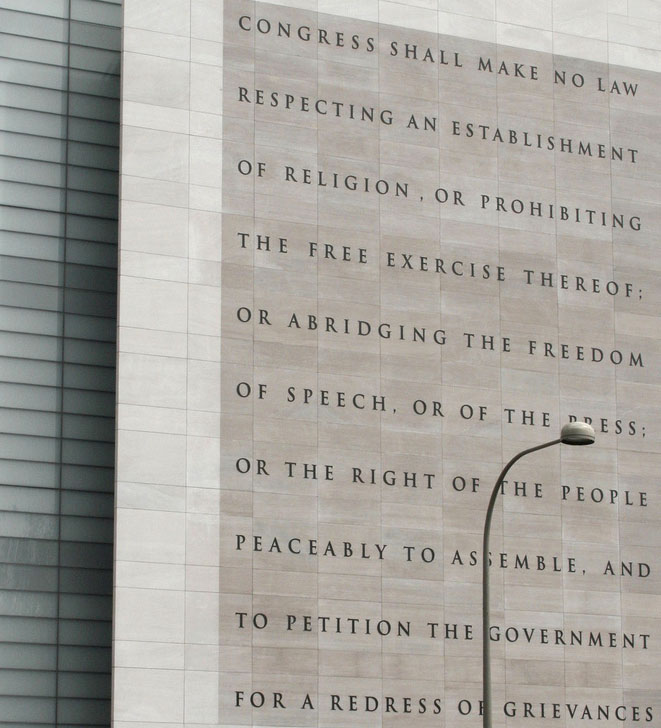
Premier amendements sur la façade du Newsmusueum à Washington

La liberté d'expression aux États-Unis est protégée par le Premier amendement de la Constitution des États-Unis et par les constitutions et lois de nombreux États. Elle fut ratifiée par le congrès des Etats-Unis en 1791. Il y a cependant de nombreuses exceptions dont l'obscénité, la diffamation, l'incitation à l'émeute, le harcèlement, les communications secrètes, les secrets commerciaux, les documents classifiés, le droit d'auteur et les brevets.
La critique du gouvernement est donc autorisée si elle ne contrevient pas aux exceptions. La profanation du drapeau des États-Unis (voir l'amendement contre la désacralisation du drapeau des États-Unis) est protégée par le Premier amendement, bien que cela reste controversé. 

## Contexte historique

### Angleterre
Lors de l'époque coloniale aux États-Unis, la règlementation anglaise concernant le discours est plus restrictive. La common law criminalise la critique du gouvernement comme libelle séditieux (en).
Jusqu'en 1694, toute publication doit recevoir une autorisation gouvernementale.

### Colonies
La protection de la liberté d'expression prend différentes formes parmi les colonies.

## Application du premier amendement

### Liberté de la presse
En 1927, le Saturday Press de Minneapolis, dont les propriétaires Howard Guilford et Jay Near sont connus pour leur populisme raciste et antisémite, dénonce le chef de la police, le maire et d'autres notables comme étant liés à la mafia juive. Floyd Olson, gouverneur du Minnesota, porte plainte contre les propriétaires du journal en s'appuyant sur une loi du Minnesota de 1925, dite « loi sur les nuisances publiques ». Un juge donne raison à Olson et décide d'interdire la publication du Saturday Press. Near et Guilford font appel auprès de la Cour suprême de l'État, qui confirme la décision. La Cour suprême des États-Unis juge en 1931 que la loi de 1925 est inconstitutionnelle au nom du premier amendement. D'après l'historien Pap Ndiaye, la décision « Near v. Minnesota » est, pour la Cour suprême des États-Unis, « une manière d'enfoncer le clou en insistant sur la liberté de la presse comme une modalité de la liberté d'expression ».
Cette position de principe souffre cependant d'exceptions, en particulier en temps de guerre. Pendant la guerre de Sécession, la presse des États du Nord n'a pas la possibilité de prendre parti en faveur des États confédérés du Sud. Au moment de l'entrée des États-Unis dans la Première guerre mondiale, la « loi sur l'espionnage » de juin 1917 (Espionage Act) prévoit entre autres de punir de mort ou d'emprisonnement quiconque gênerait les opérations militaires américaines, promouvrait l'ennemi, ou publierait de fausses informations. De fait, la poste américaine bloque l'acheminement de journaux pacifistes ou socialistes et le dirigeant socialiste Eugene Debs est arrêté et condamné à dix ans d'emprisonnement pour avoir gêné la conscription. En mai 1918, une loi sur la « sédition » (Sedition Act) élargit les sanctions à des propos jugés déloyaux à l'égard du gouvernement, du drapeau ou des forces armées. Après guerre, cette loi permet l'expulsion vers l'URSS de 250 militants anarchistes et socialistes, dont Emma Goldman. La loi sur l'espionnage est adoucie mais pas annulée et réactivée pendant la Seconde Guerre mondiale, de manière plus mesurée.
En mars 1960, le New York Times publie une page de publicité sollicitant de l'argent pour la défense judiciaire de Martin Luther King dans le cadre d'un procès intenté par l'État d'Alabama : ce dernier demande au journal de publier un démenti, au motif que la publicité contient des affirmations diffamatoires. Dans son arrêt « New York Times v. Sullivan », la Cour suprême des États-Unis donne raison au quotidien au motif que la publication de cet appel aux dons, qui contient effectivement quelques erreurs mineures, a été faite sans intention de tromper les lecteurs : la charge de la preuve d'une intention calomnieuse incombe désormais au plaignant, ce qui conforte la liberté de la presse et lui permet de couvrir librement le mouvement des droits civiques. En 2014, un éditorial du New York Times évoque l'arrêt « New York Times v. Sullivan » comme une décision « révolutionnaire ».
Après les attentats du 11 septembre 2001, le « Patriot Act » autorise le FBI et la NSA à intercepter des communications sans autorisation judiciaire, « ce qui peut, bien entendu, entraver le travail des journalistes » d'après Pap Ndiaye. En 2014, Reporters sans frontières classe les États-Unis au 46e rang pour la liberté de la presse : l'association justifie ce rang par les poursuites engagées contre des journalistes pour obtenir leurs sources au nom de la loi sur l'espionnage de 1917.
Il existerait un « accord tacite » entre le gouvernement et la presse prévoyant de « cacher les secrets du gouvernement méritant la Une », selon Glenn Greenwald.
Le gouvernement américain impose à partir de 2020 de nouvelles règles aux médias chinois aux États-Unis, désormais assimilés à des missions diplomatiques pour faire face à ce que des responsables américains qualifient de propagande chinoise. 